# Erhan Mašović
Erhan Mašović (ur. 22 listopada 1998 w Novim Pazarze) – serbski piłkarz bośniackiego pochodzenia występujący na pozycji obrońcy w niemieckim klubie VfL Bochum. Wychowanek FK Čukarički, w trakcie swojej kariery grał także w takich zespołach, jak Club Brugge, AS Trenčín oraz AC Horsens. Młodzieżowy reprezentant Serbii.